# Эйбоженко, Алексей Алексеевич
Алексей Алексеевич Эйбоже́нко (род. 12 мая 1970 года, Москва) — российский актёр, журналист, теле- и радиоведущий.

## Биография
Родился 12 мая 1970 года в Москве в семье артиста Малого театра Алексея Сергеевича Эйбоженко. Дедом по материнской линии был известный актёр Владимир Кенигсон (ум. в 1986). Окончил Театральное училище имени Б. В. Щукина и ГИТИС.
С 1993 года работал ведущим программы «Времечко» («4-й канал Останкино», «НТВ», «ТВ Центр»), впоследствии (с 1998 по 2002 год) занимал аналогичную должность в программе «Сегоднячко» («НТВ», «ТНТ»). Более пяти лет (с начала 2003 года) вёл шоу «Лежебоки» на радиостанции «Серебряный дождь» (в соавторстве с Константином Цивилёвым, с которым они прежде вместе работали и на телевидении). Летом 2008 года программа снята с эфира, по неофициальной информации — из-за того, что ведущие в эфире позволили себе иронические высказывания по поводу выставки поношенной обуви, организованной Ксенией Собчак. Генеральный директор радиостанции Дмитрий Савицкий дал понять, что ждёт от Эйбоженко и Цивилёва извинений, а когда их не последовало, программа была закрыта.
С июля по декабрь того же года Эйбоженко вёл на пару с Цивилёвым программу «Дом отдыха» на радиостанции «Маяк» (всего 22 эфира).
Также они вели юмористическую программу «Жидкие гвозди» на телеканале «Парк развлечений».
С сентября 2012 по декабрь 2015 года Эйбоженко и Цивилёв вели программу «Пятница и два Робинзона» на радио «Радио».
Неоднократно вёл корпоративные вечеринки, свадьбы, дни рождения, лотереи, розыгрыши в казино и церемонии вручения различных премий[значимость факта?].

## Семья
- Сын, которого также назвали Алексеем, родился в 1992 году. Занимается танцами в школе MAINSTREAM с 2012 (направление — hip-hop).

## Фильмография
- 1998 — «Чтобы помнили. Алексей Эйбоженко» — серия телепроекта Леонида Филатова (документальный для РЕН-ТВ)
- 2002 — «Чтобы помнили. Владимир Кенигсон» — серия телепроекта Леонида Филатова (документальный для РЕН-ТВ)
- 2003 — «Евлампия Романова. Следствие ведёт дилетант» («Маникюр для покойника»)
- 2003 — «Курорт особого назначения»
- 2004 — «Огнеборцы»
- 2005 — «Адъютанты любви» (телесериал) — надзиратель в тюрьме
- 2006 — «Вызов» (телесериал) («Отражение»)
- 2008 — «Две сестры»
- 2008 — «Королева» («Мама, я ведь твой») — аукционист
- 2009 — «Телохранитель 3» (телесериал) («Жизнь за сто миллионов») — Киринадзе
- 2010 — «Двое против Фантомаса. Де Фюнес — Кенигсон» (документальный)
- 2011 — «Москва. Три вокзала» (телесериал) («Цепная реакция») — Семён Бульба
- 2011 — «Объект 11» («Тайное общество») — адвокат Шварц
- 2011 — «Фарфоровая свадьба» — мужик в баре
- 2011 — «Час Волкова-5» («Любовник светской львицы») — Евтюшкин
- 2012 — «Бигль» («Видеошантаж») — Валерий Олегович Уткин
- 2012 — «Одиссея сыщика Гурова» («Смерть в прямом эфире») — Золотарёв
- 2013 — «Второе восстание Спартака» — Берия
- 2013 — «Золотая клетка» — бизнесмен Михаил
- 2014 — «Пятницкий. Глава четвёртая» (телесериал) — Владимир Леонидович Соловьёв
- 2014 — «Сильнее судьбы» — Толян Манешин
- 2015 — «Метод» (телесериал) — адвокат Бойко
- 2015 — «Неподсудные» — адвокат Воронова
- 2016 — «Кости» (телесериал) — Владимир Олегович Ходченко
- 2016 — «Апперкот для Гитлера» — Берия
- 2016 — «Мурка» (телесериал) — начальник караула
- 2017 — «Провокатор» (телесериал) — заммэра Юрий Николаевич Мироненков
- 2018 — «Год культуры» (телесериал) — Юрий Геннадьевич
- 2018 — «Ищейка 3» (телесериал) — банкир Константин Петрович Любавин